# Predição linear com excitação por código
A Predição linear com excitação por código é um algoritmo que foi inicialmente proposto por M.R. Schroeder e B.S. Atal em 1985. Está entre os três decodificadores que utilizam procedimento de análise-por-síntese (cadeia fechada) com base em predição linear (LPAS). Junto de suas variações (ACELP, RCELP, LD-CELP e VSELP), é o algoritmo de codificação de fala mais utilizado atualmente.